# بخش ارس، فرانسه
بخش ارس (به فرانسوی: Arrondissement d'Arras) یک بخش در فرانسه است که در پا-دو-کاله واقع شده‌است.